# 莫頓鎮區 (內布拉斯加州博伊德縣)
莫頓鎮區（英語：Morton Township）是位於美國內布拉斯加州博伊德縣的一個行政鎮區。

## 地方資料
莫頓鎮區的面積為136.01平方千米，當中陸地面積為135.93平方千米，而水域面積為0.08平方千米。根據2020年美國人口普查的數據，當地共有人口31人，而人口密度為每平方千米0.23人。